# Palais Alliata di Pietratagliata
Le palais Alliata di Pietratagliata est un palais aristocratique de Palerme, situé via Bandiera.

## Histoire
Le palais fut bâti probablement en 1473, pour Antonio Termine, baron de Birrebaida. Ses descendants l'occupèrent jusqu'en 1748, date à laquelle il fut vendu aux ducs Marassi di Pietratagliata .
En 1808 Maria Cirilla Marassi hérita du palais et épousa Luigi Alliata, issu des princes de Villafranca, l'une des plus importantes familles de la noblesse sicilienne de l'époque.
Le palais conserve des éléments caractéristiques du gothique catalan, à l'image de la tour qui date du XVe siècle. Il concentre cependant différents styles architecturaux et décoratifs, allant du gothique tardif au rococo en passant par le néoclassicisme et le néogothique, reflétant ainsi les multiples interventions architecturales subies au fil du temps : restauration et agrandissement au XVIIIe siècle, décorations rocailles et fresques aux plafonds.
Parmi les éléments remarquables, on trouve des fenêtres à meneaux d'origine, les salles du rez-de-chaussée comprenant des fresques de Vito d'Anna, ainsi que les salles de réception comme la salle du Quattrocento, réaménagée dans le style néo-gothique au début du XXe siècle sur des dessins de l'architecte Francesco Paolo Palazzotto.
Depuis quelques années le palais, toujours habité, est ouvert au public pour des visites de groupe et des événements.